# Дешанель, Эмили
Э́мили Э́рин Дешане́ль (англ. Emily Erin Deschanel; род. 11 октября 1976, Лос-Анджелес, Калифорния, США) — американская актриса, продюсер, наиболее известная по главной роли в телесериале «Кости».

## Биография
Родилась в Лос-Анджелесе в семье номинанта на премию «Оскар» кинооператора Калеба Дешанеля и актрисы Мэри Джо Дешанель (Уэйр). Имеет ирландско-французское происхождение. Её сестра Зоуи Дешанель также актриса.
Окончила Бостонский университет по специальности «театральное искусство» со степенью бакалавра. Она является веганом и участницей движения PETA.

## Карьера
Эмили дебютировала в фильме «Счастливый случай» в 1994 году. А после успеха экранизации романа Стивена Кинга «Особняк „Красная роза“» (2002) приняла участие в съемках фильмов «Холодная гора» (2003), «Аламо» (2004) и «Человек-паук 2» (2004), после чего была отмечена в рейтингах журнала Interview Magazine среди шести актрис, на которых стоило обратить внимание в 2004 году. Сыграв в 2005 году в «Бугимене», Дешанель была приглашена на роль доктора Темперанс Бреннан в телесериале «Кости» на канале FOX. За эту роль актриса удостоилась номинаций на премию «Спутник» в 2006 году и на Teen Choice Awards в 2007 году. Начиная с третьего сезона сериала, Эмили попробовала себя в качестве его продюсера.

## Личная жизнь
С 25 сентября 2010 года Дешанель замужем за актёром и сценаристом Дэвидом Хорнсби, с которым она встречалась 3 года до их свадьбы. У супругов двое сыновей: Генри Ламар Хорнсби (род. 21.09.2011) и Кэлвин Хорнсби (род. 08.06.2015).

## Фильмография
| Год       |     | Русское название                    | Оригинальное название             | Роль                             |
| --------- | --- | ----------------------------------- | --------------------------------- | -------------------------------- |
| 1994      | ф   | Счастливый случай                   | It Could Happen to You            | активистка, бросающаяся краской  |
| 2000      | кор | Стыдно за Рэя                       | It's a Shame About Ray            | Мэгги                            |
| 2001      | тф  | Сердечный департамент               | The Heart Department              | Мод Эллин                        |
| 2002      | с   | Особняк «Красная роза»              | Rose Red                          | Пэм Эшбери                       |
| 2002      | с   | Закон и порядок: Специальный корпус | Law & Order: Special Victims Unit | Кэсси Джермейн                   |
| 1999—2002 | с   | Провиденс                           | Providence                        | Энни Фрэнк                       |
| 2003      | тф  | Шоу Дэна                            | The Dan Show                      | Сэм                              |
| 2003      | ф   | Передышка                           | Easy                              | Лора Харрис                      |
| 2003      | ф   | Холодная гора                       | Cold Mountain                     | миссис Морган                    |
| 2004      | ф   | Форт Аламо                          | The Alamo                         | Розанна Трэвис                   |
| 2004      | с   | Расследование Джордан               | Crossing Jordan                   | Мишель                           |
| 2004      | ф   | Человек-паук 2                      | Spider-Man 2                      | ресепшионист                     |
| 2004      | кор | Старые Трюки                        | Old Tricks                        | женщина                          |
| 2005      | ф   | Бугимен                             | Boogeyman                         | Кейт Хоутон                      |
| 2005      | кор | Безмолвная тишина                   | Mute                              | Клэр                             |
| 2005      | кор | Эта ночь                            | That Night                        | Энни                             |
| 2005—2017 | с   | Кости                               | Bones                             | доктор Темперанс «Кости» Бреннан |
| 2006      | ф   | Игра по чужим правилам              | Glory Road                        | Мэри Хэскинс                     |
| 2008      | с   | Бесплатное радио                    | Free Radio                        | Эмили Дешанель                   |
| 2009      | ф   | Мой ангел-хранитель                 | My Sister's Keeper                | доктор Фаркуад                   |
| 2009      | с   | Око за око                          | Tit for Tat                       | Эмили                            |
| 2010—2011 | мс  | Шоу Кливленда                       | The Cleveland Show                | Эмили Дешанель / Джулия Робертс  |
| 2012      | ф   | Идеальная семья                     | The Perfect Family                | Шеннон Клири                     |
| 2012      | мс  | Американский папаша!                | American Dad!                     | Эмили Дешанель                   |
| 2014      | с   | Пьяная история                      | Drunk History                     | Бэйб Дидриксон                   |
| 2018      | мс  | Симпсоны                            | The Simpsons                      | Эмили Дешанель                   |
| 2018      | с   | Новичок                             | The Rookie                        | Сара Нолан                       |
| 2022      | с   | Дьявол в Огайо                      | Devil in Ohio                     | доктор Сюзанна Матис             |